# Navtej Johar
Pour les articles homonymes, voir Johar (homonymie).
Navtej Singh Johar (né le 8 août 1959) est un chorégraphe et danseur de bharata natyam indien, lauréat en 2014 du prix Sangeet Natak Akademi. Il est également un militant LGBTQ,.

## Biographie
Navtej Johar est professeur à l'Université Ashoka, Sonipat. Il est formé au bharata natyam à Kalakshetra, une école de danse de Rukmini Arundale à Chennai, et sous la direction de Leela Samson au Shriram Bharatiya Kala Kendra à New Delhi. Il a également étudié plus tard au Département d' études de performance de l'Université de New York. Il a reçu de nombreuses bourses pour ses recherches, telles que la Times of India Fellowship (1995) et la Charles Wallace Fellowship (1999).
Johar a notamment collaboré avec les compositeurs Stephen Rush, Shubha Mudgal et l'artiste Sheba Chhachhi. Il a également joué dans Earth de Deepa Mehta et Khamosh Pani de Sabiha Sumar.
Il est l'un des rares danseurs masculins pratiquant la danse en solo en Inde (ce créneau étant occupé généralement par des danseuses) et le premier sikh à s'être lancé dans cette forme de danse.

### Activisme
En juin 2016, Johar et cinq autres personnes appartenant à une communauté minoritaire sexuelle et de genre ont déposé une requête devant la Cour suprême de l'Inde contestant l'article 377 du Code pénal indien. Cette procédure a abouti au jugement historique de 2018 Navtej Singh Johar v. Union of India (en)' dans lequel la Cour suprême a déclaré à l'unanimité la loi inconstitutionnelle « dans la mesure où elle criminalise les relations sexuelles avec consentement mutuel entre adultes du même sexe ».